# Малайский рыжий дятелок
Малайский рыжий дятелок (лат. Sasia abnormis) — вид птиц семейства дятловых. Выделяют два подвида. Распространены в Юго-Восточной Азии.

## Описание
Малайский рыжий дятелок является одним из самых маленьких дятлов в мире и самым маленьким дятлом, встречающимся за пределами Северной и Южной Америки. Длина тела варьируется от 8 до 10 см, а средняя масса тела составляет около 9,2 г. Ярко раскрашенный, короткокрылый и практически бесхвостый дятелок. Верхняя часть тела в основном зелёного цвета с бронзовым отливом. Лоб и макушка горчично-жёлтые; затылок, мантия и спина оливковые с желтоватыми тонами. Надхвостье рыжеватое. Лицо и боковые стороны шеи оранжевые или рыжеватые, кроющие перья ушей более тёмные. Нижняя часть тела от светло-оранжевой до рыжеватой; бока более бледные, желтоватые. Верхняя часть хвоста чёрная с оливковой каймой. Первостепенные маховые перья коричневатые с рыжеватыми внутренними перепонками; наружные более тёмные. Кроющие перья оливково-коричневые; края вторичных маховых перьев желтоватые. Нижняя часть первостепенных маховых перьев цвета корицы. Верхняя часть нижней челюсти черноватая, нижняя часть — лимонно-жёлтая. Радужная оболочка красноватая. Характерное окологлазное кольцо розового или фиолетового цвета. Ноги от оранжевого до горчичного цвета. Половой диморфизм выражен незначительно. У самцов лоб золотистый или жёлтый с красноватыми крапинками; у самок — оранжевый или каштановый. У самок также клюв немного больше, более длинные крылья и хвост. Окраска ювенильных особей более тусклая; голова и мантия серые или оливковые, нижняя часть тела серовато-коричневая, радужная оболочка коричневая, окологлазное кольцо серое, клюв черный, ноги желтоватые.

## Вокализация
Крикливая птица. Наиболее часто можно услышать быстрый, громкий, пронзительный, тявкающий «kih-kih-kih» или «kik-ik-ik-ik». Также издаёт различные одиночные или повторяющиеся щебетания и писки: «szit, tsit, tick, tsik, pik». Сигнал тревоги представляет собой серию более медленных, но резких нот «kip, kep» или «chip». «Барабанная дробь» быстрая, серия с 1-1,5-секундными интервалами. Начинается быстро, замедляется, заканчивается двойными ударами. Звучит очень громко, особенно когда дятелок бьёт по бамбуку.

## Биология
Обитает в разнообразных биотопах, преимущественно в густых, влажных, болотистых лесах и зарослях вторичного роста с мертвой и гниющей древесиной, переплетениями лиан, кустарников, молодых деревьев, ротанга и бамбука; часто вдоль ручьёв. Обычно избегает девственные леса. Встречается в основном в низменных и холмистых местностях, но на Борнео обнаружен на высоте 1600 метров над уровнем моря. Осёдлый вид.
Добывает пищу индивидуально, иногда в разрозненных группах до шести птиц и в смешанных стаях. Питается на стволах и мертвых ветвях, в кустарниках, среди бамбука. В состав рациона входят муравьи, термиты, мелкие жуки, пауки.
На Борнео сезон размножения приходится на февраль, в то время как в Малайзии птенцы были найдены в мае и июне. Иногда гнездо находится в отверстии в сухой ветке, а в других случаях оно может быть в бамбуке.

## Подвиды и распространение
Выделяют два подвида:
- S. a. abnormis (Temminck, 1825) — Малайский полуостров, Суматра, Белитунг, Ява и Калимантан
- S. a. magnirostris Hartert, EJO, 1901 — Ниас